# پشمالوصاریغیان
پشمالوصاریغیان (نام علمی: Caluromyinae) زیرخانواده‌ای از تیره دوزهدانیان (صاریغ‌ها) است. این زیرخانواده شامل سه سرده در قید حیات پشمالوصاریغ‌ها، صاریغ شانه‌سیاه، و صاریغ دم‌پشمالو به همراه سرده منقرض‌شدهٔ Pachybiotherium است. پشمالوصاریغیان گاه به شکل یک تیره کامل، پشمالوصاریغان، رده‌بندی می‌شود.